# Muhammad al-Maghut
Muhammad al-Maghout (àrab: محمد الماغوط, Muḥammad al-Māḡūṭ) (Salamiyya, 1934 – Damasc, 3 d'abril de 2006) va ser un reconegut escriptor i poeta de Síria.

## Biografia
Va néixer a la ciutat de Salamiyya, a la Governació d'Hama, a Síria, en una família ismaïlita. Estava casat amb la poetessa Saniya Salih.
Muhammad al-Maghout es va acreditar com el pare de la poesia en vers lliure àrab, alliberant els poemes àrabs de la forma tradicional i revolucionant l'estructura del poema. Va escriure els seus primers poemes en papers de cigarrets mentre estava a la presó als anys 1950, els va escriure com la seva memòria personal de l'experiència de la presó que després es va descobrir com a poesia revolucionària. Sense educació formal, va aprofitar la seva imaginació viva, el domini innat de les paraules i la intuïció en el seu futur treball.
Va escriure per a teatre, televisió i cinema. El treball d'al-Maghout va combinar la sàtira amb descripcions de misèria i malestar social, i el que va veure com un declivi ètic entre els governants de la regió. Alguns dels seus temes inclouen els problemes de la injustícia i els governs totalitaris. Les lluites dels marginats van ser el centre de tota la seva obra. La seva primera producció teatral L'ocell geperut va ser originalment un poema llarg que va escriure mentre s'amagava en una petita sala de sostre baix. Dins del poema va sorgir un diàleg que el va transformar en la seva primera producció teatral. A continuació, una altra obra El pallasso, interpretada pel reconegut actor libanès Antoin Kerbaj. Va col·laborar amb els actors sirians Dureid Lahham i Nihad Qal'i per produir algunes de les obres teatrals més populars i aclamades de la regió, com ara Brindis a la pàtria, Alienació o Poble d'Octubre.
Al-Maghout també era conegut pel seu llibre Trairé la meva terra natal, una col·lecció de columnes periodístiques preocupades pel somni de la llibertat.
Al-Maghout va morir a l'edat de 72 anys, l'abril de 2006.

## Obres

### Poesia
- 1959: حزن  في ضوء القمر, Ḥuzn fi ḍawʾ al-qamar, ‘Tristesa a la llum de la lluna’
- 1964: غرفة بملايين الجدران, Ḡurfa bi-malāyīn al-judrān, ‘Una habitació amb milions de parets’
- 1970: الفرح ليس مهنتي, Al-faraḥ laysa mihnatī, ‘L'alegria no és la meva professió’
- 2001: سياف الزهور, Sayāf az-zuhūr, ‘El trencador de roses’
- 2005: شرق عدن غرب الله, Xarq ʿAdan ḡarb Allāh, ‘A l'est de l'Edèn, a l'oest de Déu’
- 2006: البدوي الأحمر, Al-badawī al-aḥmar, ‘El beduí vermell’

### Llibres
- سأخون وطني, Sa-ʾaẖūnu waṭanī, ‘Trairé la meva pàtria’. Col·lecció d'assajos més venuts que transcendeixen el temps i la ubicació
- اغتصاب كان وأخواتها, Iḡtiṣāb Kāna wa-aẖawāti-hā, ‘La violació de Kana i les seves germanes’. Col·lecció de cites i entrevistes d'al-Maghout.

### Teatre
- العصفور الأحدب, Al-ʿuṣfūr al-aḥdab, ‘L'ocell geperut’
- المهرج, Al-muharrij, ‘El pallasso’
- ضيعة تشرين, Ḍayʿat tixrīn, ‘El poble d'octubre’
- غربة, Ḡurba, ‘Exili’
- كاسك يا وطن, Kāsa-ka yā waṭan, ‘Et saludo, nació’
- شقائق النعمان, Xaqāʾiq an-nuʿmān, ‘Anèmones’
- خارج السرب, Ḫārij as-sarab, ‘Fora del ramat’

### TV
- حكايا الليل, Ḥikāyā al-layl, ‘Contes nocturns’
- وين الغلط, Wayna al-ḡalaṭ, ‘On és l'error?’
- وادي المسك, Wādī al-misk, ‘La vall del mesc’

### Pel·lícules
- الحدود, Al-ḥudūd, ‘Les fronteres’
- التقرير, At-taqrīr, ‘L'informe’

## Premis
- 2005: Premi de poesia – Premi Al Owais, administrat per la Fundació Cultural Sultan Bin Ali Al Owais.
- 2000: Medalla del Teatre Experimental – El Caire.
- 1973: Premi de Said Aql de Teatre.
- 1950: Premi de poesia – Diari An-Nahar.
- 1985: VI edició de la Mostra de València: Premi Pierre Kast al millor guió amb Duraid Lahham per Al-Hudood[5]